# Odontonia
Odontonia (лат.) — род морских креветок из подсемейства Pontoniinae семейства Palaemonidae. Обитает на коралловых рифах. Был выделен из рода Pontonia в 2002 году и с тех пор пополнился несколькими новыми видами. В ископаемом состоянии представители рода неизвестны.

## Классификация
На май 2018 года в род включают следующие виды:
- Odontonia bagginsi de Gier & Fransen, 2018
- Odontonia compacta (Bruce, 1996)
- Odontonia katoi (Kubo, 1940)typus
- Odontonia maldivensis Fransen, 2006
- Odontonia plurellicola de Gier & Fransen, 2018
- Odontonia rufopunctata Fransen, 2002
- Odontonia seychellensis Fransen, 2002
- Odontonia sibogae (Bruce, 1973)
- Odontonia simplicipes (Bruce, 1996)